# Vítor Damas
Vítor Damas, właśc. Vítor Manuel Afonso Damas de Oliveira (ur. 8 października 1947 w Lizbonie, zm. 10 września 2003 tamże) – portugalski piłkarz grający na pozycji bramkarza.

## Kariera klubowa
Damas pochodził z Lizbony. Karierę piłkarską rozpoczął w tamtejszym Sportingu. W sezonie 1966/1967 zadebiutował w jego barwach w pierwszej lidze portugalskiej, ale pierwszym bramkarzem klubu był od sezonu 1968/1969. Swój pierwszy sukces ze Sportingiem osiągnął w 1970 roku, gdy został mistrzem Portugalii. Rok później zdobył pierwszy w karierze Puchar Portugalii. W 1973 roku zdobył go ponownie, a w 1974 roku wywalczył dublet (mistrzostwo i puchar).
Latem 1976 roku Damas przeszedł do hiszpańskiego Racingu Santander. W Primera División zadebiutował 4 września 1976 w przegranym 0:1 wyjazdowym spotkaniu z Athletic Bilbao. W 1979 roku spadł z Racingiem do Segunda División i tamże grał przez rok.
W 1980 roku Damas wrócił do Portugalii i został piłkarzem Vitórii Guimarães. Po dwóch latach odszedł do Portimonense SC, gdzie także spędził dwa sezony. W 1984 roku ponownie został graczem Sportingu. W tym klubie grał do 1989 roku, czyli do końca swojej kariery.
Zmarł 10 września 2003 w Lizbonie.
| Sezon   | Klub             | Kraj       | Rozgrywki        | Mecze | Bramki |
| ------- | ---------------- | ---------- | ---------------- | ----- | ------ |
| 1966/67 | Sporting CP      | Portugalia | Primeira Divisão | 7     | 0      |
| 1967/68 | Sporting CP      | Portugalia | Primeira Divisão | 1     | 0      |
| 1968/69 | Sporting CP      | Portugalia | Primeira Divisão | 26    | 0      |
| 1969/70 | Sporting CP      | Portugalia | Primeira Divisão | 25    | 0      |
| 1970/71 | Sporting CP      | Portugalia | Primeira Divisão | 26    | 0      |
| 1971/72 | Sporting CP      | Portugalia | Primeira Divisão | 28    | 0      |
| 1972/73 | Sporting CP      | Portugalia | Primeira Divisão | 30    | 0      |
| 1973/74 | Sporting CP      | Portugalia | Primeira Divisão | 29    | 0      |
| 1974/75 | Sporting CP      | Portugalia | Primeira Divisão | 30    | 0      |
| 1975/76 | Sporting CP      | Portugalia | Primeira Divisão | 27    | 0      |
| 1976/77 | Racing Santander | Hiszpania  | Primera División | 28    | 0      |
| 1977/78 | Racing Santander | Hiszpania  | Primera División | 33    | 0      |
| 1978/79 | Racing Santander | Hiszpania  | Primera División | 32    | 0      |
| 1979/80 | Racing Santander | Hiszpania  | Segunda División | 0     | 0      |
| 1980/81 | Vitória SC       | Portugalia | Primeira Divisão | 22    | 0      |
| 1981/82 | Vitória SC       | Portugalia | Primeira Divisão | 34    | 0      |
| 1982/83 | Portimonense SC  | Portugalia | Primeira Divisão | 23    | 0      |
| 1983/84 | Portimonense SC  | Portugalia | Primeira Divisão | 29    | 0      |
| 1984/85 | Sporting CP      | Portugalia | Primeira Divisão | 27    | 0      |
| 1985/86 | Sporting CP      | Portugalia | Primeira Divisão | 29    | 0      |
| 1986/87 | Sporting CP      | Portugalia | Primeira Divisão | 23    | 0      |
| 1987/88 | Sporting CP      | Portugalia | Primeira Divisão | 16    | 0      |
| 1988/89 | Sporting CP      | Portugalia | Primeira Divisão | 8     | 0      |

## Kariera reprezentacyjna
W reprezentacji Portugalii Damas zadebiutował 6 kwietnia 1969 roku w zremisowanym 0:0 towarzyskim meczu z Meksykiem. W 1984 roku został powołany przez selekcjonera Fernando Cabritę do kadry na Euro 84. Na tym turnieju był rezerwowym dla Manuela Bento i nie wystąpił w żadnym spotkaniu. W 1986 roku był w kadrze Portugalii na mistrzostwa świata w Meksyku, gdzie zagrał w dwóch meczach swojej drużyny: z Polską (0:1) i z Marokiem (1:3). Od 1969 do 1986 roku rozegrał w kadrze narodowej 29 meczów.